# منزل بردلي
منزل أغا زاده (بالفارسية: خانه آقازاده) هو منزل تاريخي يعود إلى عصر القاجاريون، ويقع في بيرجند.